# F-04G
ドコモ スマートフォン ARROWS NX F-04G（ドコモ スマートフォン アローズ エヌエックス エフゼロヨンジー）は、富士通によって開発された、NTTドコモの第4世代移動通信システム（PREMIUM 4G）・第3.9世代移動通信システム（Xi）・第3世代移動通信システム（FOMA）対応端末である。ドコモ スマートフォン（第2期）のひとつ。

## 概要
F-02Gの後継機種で、スマートフォンとしては世界初となる虹彩認証センサーを搭載している。虹彩生体認証を組み合わせることで、画面をタッチして、画面に目を映すだけでロック解除ができる。またWebサイトなどで入力が面倒なIDやパスワードを登録できるパスワードマネージャーとの併用により、IDやパスワードを覚えなくても、画面を見るだけで自動で入力できる。docomo IDのログインにも対応している。
虹彩認証センサーは虹彩認証専用の赤外線カメラと赤外線LED照明からなっており、暗い場所でも認証を行うことが可能となっている。また虹彩の登録後は、眼鏡のレンズ越しからでも認識する事が可能となっている。ただし、従来のARROWSシリーズとは異なり、指紋認証には対応していない。更に、カラーコンタクトレンズや、サングラスを着用した状態では、認証が出来ないなどの問題もある。
アウトカメラは有効画素数が2150万画素にアップし、露光時間の違う2枚の写真を同時に撮影・合成するHDRが、撮影画面で確認できるリアルタイムHDRに進化した他、4K動画撮影に対応。また240万画素のインカメラは富士通独自の画像処理エンジン「GRANVU」と顔認識に対応した。
他に、スマートフォンとしては世界初となる、高速近距離無線転送技術のTransferJetの搭載、新たにPREMIUM 4Gへの対応、CPUもオクタコアへと強化されている。
キャッチコピーは「あなたの瞳が、カギになる。すべてをスマートに、心地よく。世界初虹彩認証「Iris Passport」搭載。」。

## 主な機能
| 主な対応サービス                                                      | 主な対応サービス                                      | 主な対応サービス                     | 主な対応サービス                                                   |
| --------------------------------------------------------------------- | ----------------------------------------------------- | ------------------------------------ | ------------------------------------------------------------------ |
| タッチパネル/加速度センサー                                           | PREMIUM 4G/Xi/FOMAハイスピード/VoLTE                  | Bluetooth                            | DCMX/おサイフケータイ/NFC/TransferJet/かざしてリンク/赤外線/トルカ |
| ワンセグ/フルセグ/モバキャス                                          | メロディコール                                        | テザリング                           | WiFi IEEE802.11a/b/g/n/ac                                          |
| GPS                                                                   | ドコモメール/電話帳バックアップ                       | デコメール/デコメ絵文字/デコメアニメ | iチャネル                                                          |
| エリアメール/ソフトウェアーアップデート自動更新/生体認証 (指紋／虹彩) | デジタルオーディオプレーヤー(WMA・MP3他)/ハイレゾ音源 | GSM/3Gローミング(WORLD WING)         | フルブラウザ/Flash Player                                          |
| Google Play/dメニュー/dマーケット                                     | Gmail/Google Talk/YouTube/Picasa                      | バーコードリーダ/名刺リーダ          | ドコモ地図ナビ/ドコモ ドライブネット/Google Maps/ストリートビュー  |

## 歴史
- 2015年5月13日 - NTTドコモより公式発表･事前予約開始。
- 2015年5月28日 - 発売開始[9]
- 2015年7月28日 - 基板の接続不良が原因の端末不具合により一時販売停止[10]

## アップデート・不具合など
2015年6月10日のアップデート
- 使用状況により電池の減りが早くなる場合がある不具合が修正される。
- 端末を再起動するとYouTubeアプリが初期バージョンになる場合がある不具合が修正される。
- ビルド番号がV14R36FからV15R38Aになる。

2016年4月26日のアップデート
- 電源がOFFの状態で電源ボタンを長押ししても、電源が入らない場合がある。
- ビルド番号：V16R41G

2016年7月25日のアップデート
- OSバージョンアップ（Android 6.0.1）

- Now on Tapの追加
- 消費電力の最適化
- アプリに渡す情報をコントロール
- カメラUIの変更
- 「ダウンロード」アプリの追加
- 「カメラ設定」に露出／WB調整機能を追加し、手動で変更が可能
- マルチコネクション設定の変更
- ギャラリーを使用中に、意図せずアプリケーションが終了する場合があるケースを改善

- ビルド番号：V13R50A